# Герб Баден-Вюртемберга
Герб Баден-Вюртемберга (нем. Wappen Baden-Württembergs) — представляет собой полный герб, отсюда — гербы большой и малый Баден-Вюртемберга.

## История
Герб Баден-Вюртемберга был утверждён после объединения двух немецких государств (земель) Баден-Вюртемберг и Вюртемберг-Гогенцоллерн, которые были разделены из-за различных оккупационных сил после Второй мировой войны в 1952 году. А 1952 году были определены только цвета государства — золотой и чёрный, но ещё не сам герб.
На основании 2 пункта статьи № 24 Конституции, от 28 апреля 1954 года, парламент принял следующий закон, из которого следует:
1. Герб Баден-Вюртемберга состоит из золотого щита и трёх черных львов с красными языками на нём. Он используется как большой и малый герб.
2. На большом гербе государства на щите находится корона с историческими гербами Франконии, Гогенцоллерна, Бадена, Вюртемберга, Курпфальца и Передней Австрии. Щит держат золотой олень и золотой грифон.
3. На малом гербе государства, корона представлена обычными листьями

.

## Большой герб
Большой герб состоит из золотого щита на нём три черных льва с красными языками, его держат золотой олень с червлёными (красными) копытами и золотой грифон с червлёными когтями. Постамент или почва из чёрной и жёлтой полос. Сверху на золотом щите шесть маленьких гербов обозначают происхождение территорий государства (земли). Они расположены слева направо:
- Герб Франконии для бывших франконских регионов на северо-востоке:

На нём изображен герб Франконии, называемый Fränkischer Rechen (франконские грабли). На гербе изображено поле, разделенное, по всей видимости, танцовщицами и аргентами, то есть оно разделено на верхнюю красную полосу и нижнюю белую полосу трехконечной зигзагообразной линией.
- Герб династии Гогенцоллернов для бывших земель Гогенцоллернов:

На втором щите изображен герб Гогенцоллернов. Герб Гогенцоллернов разделен на крест; первое и третье поле аргентинское (белое и серебристое), второе и четвёртое — соболь (черное).
- Герб Бадена для бывшей территории Бадена:

На третьем щите изображен герб Бадена, красная диагональная полоса на золотом щите (в золотом щите червленая перевязь влево). Так как это один из двух крупнейших предшественников земли Баден-Вюртемберг, также являющийся частью названия государства, этот щит примерно на 10 процентов больше, чем другие.
- Герб Вюртемберга для бывшей территории Вюртемберга:

На четвёртом щите изображена часть герба Вюртемберга (который ранее включал в себя Щит рассечённый; в правой золотой части три чёрных оленьих рога (старый родовой герб династии), в левой золотой части три черных льва (герцогство Швабское)) На золотом щите расположено три оленьих рога. Как и герб Бадена, он тоже увеличен по тем же причинам.
- Герб Курпфальца для бывших земель около Мангейма и Гейдельберга:

На пятом щите изображён герб Курпфальца. На чёрном фоне находится жёлтый лев с красными когтями, языком и короной.
- Герб Передней Австрии бывших земель Передней Австрии на юге:

На шестом щите изображен герб Передней Австрии: белая горизонтальная полоса на красном поле.

## Малый герб
Малый герб состоит из золотого щита, с зубцами, на нём три черных льва с красными языками.